# .5 (HALF) / about love
『.5（HALF） / about love』（ハーフ / アバウト・ラブ）は、2001年3月14日にキティMMEより発売されたSURFACEの10枚目のシングル。

## 解説
ライブアルバム『Phase to Fate』と同時発売された、前作『ボクハミタサレル』から約4か月ぶりのシングルであり、SURFACEとしては初の両A面シングルである。「.5（HALF）」は、日本テレビ系『AX MUSIC FACTORY』のAX POWER PLAY #23。「about love」は、WOWOW『ヨーロッパサッカー』のイメージソングに起用されていた。

## 収録曲
1. .5（HALF）
作詞:椎名慶治、作曲:永谷喬夫、編曲:SURFACE
2. about love
作詞:椎名慶治、作曲:永谷喬夫、編曲:SURFACE
3. .5（HALF） -instrumental-
4. about love -instrumental-